# Adrianus de Hoop
Adrianus Teunis de Hoop (Rotterdam, 24 december 1927) is hoogleraar elektromagnetische theorie en toegepaste wiskunde. 

## Loopbaan
De Hoop studeerde elektrotechniek aan de TU Delft in 1950 en promoveerde aan dezelfde universiteit in 1958. Hij werd benoemd tot hoogleraar in Delft in 1960.  
In 1964 startte De Hoop het Laboratorium van Elektromagnetisch Onderzoek in Delft, dat is uitgegroeid tot een belangrijk centrum van onderzoek. In 1996, werd De Hoop benoemd tot Lorentz Chair Emeritus Professor aan de afdeling elektrotechniek van de Delftse Universiteit.
De Hoop heeft internationale faam verworven met zijn onderzoek naar voortplanting van (elektromagnetische) golven, reflectie van golven tegen obstakels en in relatie daarmee het reciprociteitsbeginsel.
De Cagniard-de Hoop methode uit 1960 is naar hem vernoemd, een wiskundige modellering van golven en diffusie verschijnselen in gelaagde vlakken. De techniek is de standaard geworden voor berekening van seismische, elastische, elektromagnetische en akoestische golfverschijnselen. In 1995 publiceerde hij het "Handbook of Radiation and Scattering of Waves"; dé standaard voor elke wetenschapper die zich bezig houdt met de voortplanting van golfverschijnselen.
De Hoop is lid van de Koninklijke Nederlandse Akademie van Wetenschappen, (KNAW) en buitenlands lid van de Koninklijke Vlaamse Academie van België voor Wetenschappen en Kunsten; hij ontving een eredoctoraat van de 
Universiteit van Gent en de Universiteit van Växjö.